# فرودگاه بین‌المللی ستو ماره
فرودگاه بین‌المللی ستو ماره (به انگلیسی: Satu Mare International Airport) (به زبان بومی: Aeroportul Satu Mare) یک فرودگاه همگانی مسافربری با کد یاتا SUJ است که یک باند فرود بتن دارد و طول باند آن ۲۵۰۰ متر است. این فرودگاه در شهر ستو ماره کشور رومانی قرار دارد و در ارتفاع ۱۲۶ متری از سطح دریا واقع شده است.

## شرکت‌های هواپیمایی و مقصدهای پروازی
| شرکت‌های هواپیمایی | مقصدهای پروازی |
| ----------------- | -------------- |
| تاروم             | هنری کواندا    |
| ویز ایر           | لوتن لندن      |